# Ältester Brunnen von Banjul
Der Älteste Brunnen von Banjul liegt in dem westafrikanischen Staat Gambia in der Hauptstadt Banjul. Er ist als historisches Objekt der Stadt ausgewiesen und nach der Aussage des Historikers Hassoum Ceesay ein „wichtiges Relikt der Kolonialgeschichte der Stadt Bathurst“.

## Lage und Beschreibung
Der Brunnen, der als der älteste der Stadt Banjul identifiziert wurde, liegt heute auf dem Gelände des National Museum, das zu dem National Centre for Arts and Culture (NCAC) gehört.
Die Wand des Brunnens ist mit Schamottesteinen ausgekleidet, um das Eindringen des Sandbodens zu verhindern und die Quelle zu blockieren, und um das Eindringen von Salz zu minimieren. Der Brunnen ist nicht sehr tief, rund vier Meter reicht seine Bohrung.

## Geschichte
Dieser Brunnen, der sich nun im Garten vor dem National Museum befindet, war einer von mehreren Brunnen, die in den frühen Tagen von Bathurst (nun Banjul) in den 1820er Jahren von einem Wasserbauingenieur namens Pompey Gaye aus Gorée gebohrt worden. Dieser wurde von Alexander Grant, dem britischen Befehlshaber von Bathurst, beauftragt ein Trinkwasserversorgungssystem für die neue Siedlung zu errichten. Die Wasserversorgung war zu damaliger Zeit ein Problem, weil Bathurst sich auf einer Insel befand, in der Mündung des Flusses Gambia, während die andere Seite vom Atlantik umgeben war. Alternativ konnte man sauberes Trinkwasser damals vom Festland aus Barra erhalten, das unter der Kontrolle des Herrschers von Niumi lag oder aus Kombo unter dem Herrscher von Kombo. Diese Abhängigkeiten konnte Grant nicht eingehen, da die Herrscher im Streitfall die Wasserversorgung blockieren konnten.
Unter der Leitung von Gaye wurden aus diesem Grund an verschiedenen Orten in der Stadt Bathurst einige Brunnen gebohrt. Der Brunnen vor dem Nationalmuseum von 1820 lag vor dem Regierungsgebäude und der Kaserne der Armee und versorgte sie mit Frischwasser. Der Brunnen ist in den 2020ern noch im guten Zustand und liefert weiterhin Frischwasser.
Pompey Gaye, der den Brunnen bohrte, wurde später ein Imam von Banjul, bis er in den 1880er Jahren starb.